# Neodim
Neodim je kemični element s simbolom Nd in atomskim številom 60. Neodim je redkozemeljska kovina in spada med lantanide. To je trda, nekoliko voljna srebrna kovina, ki se hitro potemni na zraku in vlagi. Ko oksidira, neodim reagira hitro in tvori spojine rožnate, vijolične / modre in rumene barve v oksidacijskih stanjih +2, +3 in +4.  Neodim je leta 1885 odkril avstrijski kemik Carl Auer von Welsbach. V velikih količinah je prisoten v rudah monacitu in bastnäsitu. Neodima v naravi ne najdemo v kovinski obliki, temveč v mešanici z drugimi lantanidi. Običajno se za splošno uporabo prečiščuje, Čeprav je neodim uvrščen med redke zemeljske elemente, je dokaj pogost, nič redkejši od kobalta, niklja ali bakra in je široko razširjen v zemeljski skorji. Večina neodima za komercialne potrebe se pridobiva na Kitajskem.
Spojine neodima so prvič komercialno uporabili kot barvila za steklo   leta 1927, odtlej je priljubljen dodatek steklu.Vzrok za pogosto vijolično-rdečo barvo spojin neodima je ion Nd3+; spreminja se z interakcijo ozkih absorpcijskih pasov neodima z uporabljeno svetlobo, barve pa dodatno bogatijo emisijski pasovi živega srebra, trivalentnega evropija ali terbija v vidnem območju. Nekatera z neodimom dopirana  stekla se uporabljajo pri laserjih z infrardečimi valovnimi dolžinami med 1047 in 1062 nanometri. Uporabljajo se v aplikacijah z izjemno visoko močjo, kot so na primer fuzijski eksperimenti (Shiva laser). Neodim se uporablja tudi v različnih  substratnih kristalih  kot je itrijev aluminijev granat v laserju Nd:YAG .
Druga pomembna uporaba neodima je kot sestavina v zlitinah, ki se uporabljajo za izdelavo skrajno močnih trajnih magnetov.  Ti magneti se pogosto uporabljajo v izdelkih, kot so mikrofoni, profesionalni zvočniki, ušesne slušalke, visoko zmogljivi enosmerni elektromotorji in računalniški trdi diski, kjer je potrebna majhna magnetna masa (ali prostornina) in močna magnetna polja. Večji magneti na osnovi neodima se uporabljajo v električnih motorjih z veliko močjo in težo (na primer v hibridnih avtomobilih) in v generatorjih (na primer električni generatorji za letala in vetrne turbine). 

## Značilnosti

### Fizične lastnosti
Neodim, redko-zemeljska kovina s svetlim srebrnim kovinskim leskom,. Neodim običajno obstaja v dveh alotropnih oblikah, pri čemer se preoblikovanje iz dvojne šesterokotne v telesno osredotočeno kubično (BCC) strukturo zgodi približno pri 863 ° C.  Neodim je paramagnet pri sobni temperaturi in pri 20 K (−253,2 °C) postane antiferomagnet.  Za izdelavo magnetov se neodim legira z železom, ki je feromagnet .

### Kemijske lastnosti
Kovinski neodim hitro oksidira pri okoljskih pogojih  in zlahka zgori pri približno 150 ° C v neodim (III) oksid ; oksid se pri tem odstranjuje s površine in tako  jedro kovine izpostavlja nadaljnji oksidaciji: 
4 Nd + 3 O 2 → 2 Nd2O3
Neodim je pretežno elektro-pozitiven element in počasi reagira s hladno vodo, vendar zelo hitro z vročo vodo, pri tem tvori neodim (III) hidroksid:
2 Nd (s) + 6 H2O (l) → 2 Nd (OH)3 (aq) + 3 H2 (g)
Kovinski neodim močno reagira z vsemi halogeni :
2 Nd (s) + 3 F 2 (g) → 2 NdF  (s) [vijolična snov]
2 Nd (s) + 3 Cl 2 (g) → 2 NdCl3 (s) [lila snov]
2 Nd (s) + 3 Br 2 (g) → 2 NdBr3 (s) [vijolična snov]
2 Nd (s) + 3 I 2 (g) → 2 NdI3 (s) [zelena snov]
Neodim se hitro raztopi v razredčeni žveplovi kislini in tvori raztopine, ki vsebujejo lila Nd (III) ion. Obstajajo kot kompleksi [Nd(OH2)9]3+ 
2 Nd (s) + 3 H2SO4 (aq) → 2 Nd3+ (aq) + 3 SO 2−
4(aq) + 3 H2 (g)

### Spojine
Spojine neodima so med drugim
- halogenidi: neodim (III) fluorid (NdF3 ); neodimijev (III) klorid (NdCl 3 ); neodimijev (III) bromid (NdBr3 ); neodimijev (III) jodid (NdI3 )
- oksidi: neodim (III) oksid (Nd2O3 )
- sulfidi: neodim (II) sulfid (NdS), neodim (III) sulfid (Nd2S3 )
- nitridi: neodim (III) nitrid (NdN)
- hidroksid: neodim (III) hidroksid (Nd (OH)3 )
- fosfid: neodimov fosfid (NdP)
- karbid: neodimov karbid (NdC2 )
- nitrat: neodim (III) nitrat (Nd (NO3) 3 )
- sulfat: neodim (III) sulfat (Nd2 (SO4) 3 )

Nekatere  spojine neodima imajo barve, ki se spreminjajo, odvisno od osvetlitve.
- Spojine neodima pod fluorescentno cevno osvetljavo: od leve proti desni sulfat, nitrat in klorid
- Spojine, osvetljene s kompaktno fluorescentno svetilko
- Spojine pri normalni dnevni svetlobi

### Izotopi
Neodim v naravi je mešanica petih stabilnih izotopov, 142Nd, 143Nd, 145Nd, 146Nd in 14 Nd, pri čemer je največ 142Nd (27,2% naravne pogostnosti) in dveh radioizotopov, 144Nd in 150 Nd. 31 radioizotopov iz neodima je bilo odkritih po 2010, najbolj so stabilni radioizotopi naravnega izvora: 144Nd( razpad alfa z razpolovno dobo( t1/2) 2,29 × 1015 let) in 150Nd( dvojni beta razpad, t 1/2 = 7 × 10 ~18 let). Vsi preostali radioaktivni izotopi imajo razpolovne dobe pod enajstih dni, večina krajše od 70 sekund. Neodim ima tudi 13 znanih meta-stanj, pri čemer SO  najbolj stabilnI  13 mNd( t 1/2 = 5,5 ur), 135Nd( t 1/2 = 5,5 minut) in 133m1Nd( t 1/2 ~ 70 sekund).
Primarni načini razpada pred najbolj razširjenim stabilnim izotopom, 142Nd, so zajem elektronov in pozitronski razpad, primarni način razpada pa beta minus razpad. Primarni produkti razpada pred 142Nd so izotopi elementa Pr (prazeodima), primarni produkti pa izotopi Pm (prometija).

## Zgodovina
Neodim je leta 1885 na Dunaju odkril avstrijski kemik Carl Auer von Welsbach.   Ločil je neodim, kot tudi element prazeodim, od njihove zmesi z imenom didimium s pomočjo frakcionirane kristalizacije tetrahidratov di-amonijevega nitrata iz dušikove kisline. Von Welsbach je ločitev potrdil s spektroskopsko analizo, vendar pa je šlo za proizvode relativno nizke čistosti. Didim je leta 1841 odkril Carl Gustaf Mosander, čisti neodim so iz njega izolirali leta 1925. Ime neodim izhaja iz grških besed neos (νέος), new in didymos (διδύμος), dvojček - novi dvojček torej.      
Dvojno kristalizacijo nitratov so uporabljali za komercialno čiščenje neodima do petdesetih let 20. stoletja. Podjetje Lindsay Chemical Division je bil prvo, ki je za poslovne namene uporabilo obsežno ionsko izmenjevalno čiščenje neodima. Po petdesetih letih 20. stoletja se je neodim z visoko čistostjo (nad 99%) v glavnem pridobival s postopkom ionske izmenjave iz monacita, to je minerala, bogatega z elementi redke zemlje.  Kovino dobimo z elektrolizo njenih halogenskih soli. Trenutno se večina neodima ekstrahira iz bastnäsita (Ce,La,Nd,Pr)CO3F in očisti z ekstrakcijo s topilom. Čiščenje z ionsko izmenjavo je rezervirano za pripravo najvišje čistosti (običajno nad 99,99%). Sodobna očala iz neodima so vijoličaste barve, za razliko od očal, izdelanih v tridesetih letih dvajsetega stoletja, ki imajo bolj rdečkast ali oranžen odtenek. Vzrok za to so bile težave pri odstranjevanju zadnjih sledi prazeodima v proizvodnji, ki je slonela   na tehnologiji frakcionacirane kristalizacije.

## Dostopnost in proizvodnja
Neodim v naravi redko najdemo kot prosti element, temveč se pojavlja v rudah, kot sta monacit in bastnäsit (to so imena skupin mineralov in ne posamezne minerale), ki vsebujejo majhne količine vseh redkih zemeljskih kovin. V teh mineralih neodim redko prevladuje (kot to velja tudi za lantan),cerij je najpogostejši lantanid; izjeme sta med drugimi monacit-(Nd) in kozoit-(Nd).  Glavna rudarska območja so na Kitajskem, v ZDA, Braziliji, Indiji, Šrilanki in Avstraliji. Zaloge neodima so ocenjene na približno osem milijonov ton. Čeprav sodi med redke zemeljske kovine, neodim sploh ni redek. Njegova pogostnost v zemeljski skorji je približno 38 mg / kg, kar je za cerijem drugo mesto med redkimi zemeljskimi elementi. Leta 2004 je bila svetovna proizvodnja neodima približno 7000 ton.  Večina proizvodnje je trenutno iz Kitajske. V preteklosti je kitajska vlada uvedla strateški materialni nadzor nad elementom, kar je povzročilo velika nihanja cen.  Negotovost cen in razpoložljivost sta povzročili, da so podjetja (zlasti japonska) začela proizvajati trajne magnete in z njimi povezane elektromotorje, ki vsebujejo manj redkih zemelj; potrebe po neodimu pa do zdaj niso mogli odpraviti.  

## Aplikacije
- Neodim ima pri temperaturah tekočega helija nenavadno visoko specifično toploto, zato je koristen pri krio hladilnikih .
- Verjetno zaradi podobnosti s Ca2+ poročajo, da Nd3+ [23] spodbuja rast rastlin. Na Kitajskem se spojine z redkimi zemeljskimi elementi pogosto uporabljajo kot gnojila.
- Meritve starosti sd pomočjo para samarij – neodim se uporablja za določanje starostnih razmerij v kamninah  [24] in meteoritih.
- Izotopi neodima v morskih usedlinah se uporabljajo za rekonstrukcijo sprememb v zgodovini oceanov. [25] [26]

### Magneti
Neodim magneti (pravzaprav zlitina Nd2 Fe14 B) so najmočnejši znani trajni magneti. Neodimov magnet, težak nekaj gramov, lahko dvigne tisočkrat več od lastne teže. Ti magneti so cenejši, lažji in močnejši od samarij-kobaltovih magnetov. Niso pa boljši v vseh pogledih, saj, izgubijo magnetizem pri nižjih temperaturah in ker, drugače kot magneti samarij-kobalt, radi .korodirajo.
Neodim magneti se pojavijo v izdelkih, kot so mikrofoni, profesionalni zvočniki, v-uho slušalke, v električnih kitarah up in računalniških trdih diskih, kjer  je nujna nizka masa, majhne dimenzije in močno magnetno polje. Neodim se uporablja v elektromotorjih hibridnih in električnih avtomobilov ter v generatorjih električne energije v nekaterih izvedbah  komercialnih vetrnic (samo vetrnice z generatorji s "trajnimi magneti" uporabljajo neodim). Tako je za motorje avtomobila Toyota Prius potreben po en kilogram neodima na vozilo. 

### Laserji
Nekatere prozorne materiale z majhno koncentracijo neodimovih ionov lahko uporabimo v laserjih kot ojačevalnik za infrardeče valovne dolžine (1054–1064 nm), npr Nd: YAG (itrijev aluminijev granat), Nd:YLF (itrijev litijev fluorid), Nd:YVO4 (itrijev ortovanadat) in Nd:steklo. Neodimirani kristali (običajno Nd:YVO4) ustvarjajo močan laserski žarek v infrardečem območju, ki se v komercialnih ročnih laserjih DPSS in laserskih kazalcih pretvori v zeleno lasersko svetlobo.
Polprevodniški laserji na bazi stekla z neodimom se uporabljajo v izredno močnih sistemih  (na ravni teravatov)  z več žarki visoke energije (megajouli) za preizkuse jedrske fuzije. Frekvenca Nd: steklenih laserjev se v laserskih fuzijskih napravah.običajno potroji na tretjo harmoniko pri 351 nm 

### Steklo
Neodimovo steklo (Nd: steklo) nastane z dodatkom neodijevega oksida (Nd2O3) v stekleno talino.Pri dnevni svetlobi ali svetlobi navadne žarnice je neodimsko steklo barve sivke,  v fluorescentni svetlobi pa je modro. Neodim se lahko uporablja za barvanje stekla v občutljivih odtenkih, od čiste vijolične do vinsko rdeče in toplo sive barve.

## Previdnostni ukrepi
Neodim je kot kovinski prah gorljiv in zato obstaja nevarnost eksplozije. Neodimove spojine so, tako kot pri vseh redkih zemljah, nizko do zmerno strupene; vendar njegova toksičnost ni bila temeljito raziskana. Neodimov prah in soli zelo dražijo oči in sluznico ter zmerno dražijo kožo. Dihanje prahu lahko povzroči pljučne embolije, nakopičena izpostavljenost pa poškoduje jetra. Neodim deluje tudi kot antikoagulant, še posebej, če se daje intravensko. 
Neodimovi magneti so bili preizkušeni za medicinsko uporabo, kot so magnetni aparati in popravila okostja vendar vprašanja biološke združljivosti preprečujejo široko uporabo.Magneti iz neodima v prosti prodaji so izjemno močni in delujejo na presenetljivo velike razdalje, Če z njimi ne ravnamo previdno, se zelo hitro in odločno skočijo skupaj ali se zlepijo z drugimi magnetnimi predmeti, posledica pri tem pa so poškodbe, lahko tudi zelo resne. Ve se na primer za vsaj en dokumentiran primer, da je oseba izgubila konico prsta, ko sta se dva magneta, ki ju je uporabljal, skočila za razdalje pol metra skupaj. 
Drugo tveganje teh močnih magnetov je, da se lahko v primeru zaužitja več kot enega magneta stisnejo mehka tkiva v prebavilih. Zaradi tega je po oceni prišlo do  1.700 obiskov nujne medicinske pomoči  in potrebno je bilo odpoklicati linijo igrač Buckyballs, ker je vsebovala  majhne neodimske magnete.  